# Đầm Nại
Đầm Nại là một đầm nước thông ra vịnh Phan Rang thuộc Biển Đông tại tỉnh Ninh Thuận, Việt Nam.
Đây là một trong 12 hệ đầm phá ven biển điển hình của miền Trung Việt Nam, có diện tích thường xuyên ngập nước khoảng 700 ha và diện tích ngập nước theo thủy triều khoảng trên 400 ha. Vào những năm 1980, khu vực này có khoảng 300 ha rừng ngập mặn với các loài như đước đôi, đước vòi, đưng, sú đỏ, dà vôi, mắm... Đầm Nại có nguồn lợi thủy sản khá phong phú, nằm trong khu vực dân cư tập trung đông đúc của huyện Ninh Hải. Tuy nhiên trong nhiều năm, do người dân chặt phá rừng ngập mặn, lấn chiếm đất để làm đìa nuôi tôm công nghiệp khiến cho nhiều loài thực vật và động vật ở đây bị tận diệt hoàn toàn.
Năm 2015, từ nguồn vốn của Nhà nước Việt Nam và vốn ODA, chính quyền tỉnh Ninh Thuận đã triển khai dự án khôi phục hệ sinh thái rừng ngập mặn và tái tạo nguồn lợi thủy hải sản khu vực Đầm Nại.